# Vinding Sogn (Vejle Kommune)
 For alternative betydninger, se Vinding Sogn. (Se også artikler, som begynder med Vinding Sogn)
Vinding Sogn er et sogn i Vejle Provsti (Haderslev Stift).
I 1800-tallet var Skærup Sogn anneks til Vinding Sogn. Trods annekteringen dannede Skærup sognekommune med Smidstrup Sogn. Alle 3 sogne hørte til Holmans Herred i Vejle Amt. Skærup og Smidstrup blev senere to selvstændige sognekommuner. Ved kommunalreformen i 1970 blev Vinding indlemmet i Vejle Kommune, mens Skærup og Smidstrup blev indlemmet i Børkop Kommune, der ved strukturreformen i 2007 også indgik i Vejle Kommune.
Da Mølholm Kirke blev indviet i 1952, blev Mølholm Sogn udskilt fra Vinding Sogn.
I Vinding Sogn ligger Vinding Kirke.
I sognet findes følgende autoriserede stednavne:
- Ibæk (bebyggelse)
- Kraggårde (bebyggelse)
- Ravnsbæk (bebyggelse)